# Kępina (Grójec)
Pour les articles homonymes, voir Kępina.
Kępina (prononciation : [kɛmˈpina]) est un village polonais de la gmina de Grójec dans le powiat de Grójec de la voïvodie de Mazovie dans le centre-est de la Pologne.
Il se situe à environ 3 kilomètres au sud de Grójec (siège de la gmina et de la powiat) et à 43 kilomètres au sud de Varsovie (capitale de la Pologne).
Le village possède approximativement une population de 160 habitants en 2006.

## Histoire
De 1975 à 1998, le village appartenait administrativement à la voïvodie de Radom.